# Faye-d’Anjou
Faye-d’Anjou korábbi község Franciaország Loire mente régiójában, Maine-et-Loire megyében. 2016. január 1-jén négy másik korábbi községgel egyesült és Bellevigne-en-Layon új község része lett.
Lakosainak száma 1396 fő (2018. január 1.). Faye-d’Anjou Beaulieu-sur-Layon, Champ-sur-Layon, Mozé-sur-Louet, Notre-Dame-d’Allençon, Rablay-sur-Layon, Soulaines-sur-Aubance és Vauchrétien községekkel határos.

## Népesség
A település népességének változása:
| Lakosok száma | 1026 | 987  | 950  | 907  | 1033 | 1220 | 1338 | 1406 | 1394 | 1396 |
|               | 1962 | 1968 | 1982 | 1990 | 1999 | 2008 | 2011 | 2013 | 2017 | 2018 |